# Jednotka (teorie okruhů)
Jednotka neboli invertibilní prvek je v teorii okruhů takový prvek u nějakého okruhu R, pro který v daném okruhu existuje inverzní prvek, tedy prvek v splňující
uv = vu = 1R,
kde symbol 1R představuje jednotkový prvek (dolní index R označuje okruh — neutrální prvky různých okruhů se mohou vzájemně lišit).

## Příklady
- V okruhu celých čísel, Z, jsou jednotky prvky ±1.
- V okruhu reálných čísel jsou jednotkami všechny prvky kromě nuly.
- V okruhu M(n,T) čtvercových matic řádu n nad tělesem T jsou jednotkami všechny regulární matice.